# Chondrostoma duvaucelii
Chondrostoma duvaucelii és una espècie de peix cipriniforme de la família dels ciprínids.